# Малое Ситниково
Малое Ситниково — деревня в городском округе город Бор Нижегородской области.

## История
В 1961 году указом Президиума Верховного Совета РСФСР деревня Соплино переименована в Малое Ситниково.

## Население
| 2002 | 2010 |
| ---- | ---- |
| 17   | ↘13  |